# Amphilochus planierensis
Amphilochus planierensis är en kräftdjursart. Amphilochus planierensis ingår i släktet Amphilochus och familjen Amphilochidae. Inga underarter finns listade i Catalogue of Life.